# Georges Acker
Georges Acker, nacido en Laon, el 26 de agosto de 1905, y fallecido en 1968, fue un escultor de Francia.

## Datos biográficos
Con base en Thiaucourt(Meurthe-et-Moselle)antes de la Segunda Guerra Mundial dirigió el monumento de la guerra en Jouy-aux-Arches (Moselle). Después de 1945, esculpió numerosas estatuas de la Virgen en las inmediaciones de Thiaucourt, utilizando sobre todo piedra de Savonnières.

## Obras
Entre las mejores y más conocidas obras de Georges Acker se incluyen las siguientes:
- Notre Dame de Bonsecours (Iglesia de Thiaucourt)
- Notre-Dame de Rupt-de-Mad (Onville)
- Notre-Dame de Briey
- Sainte-Agathe (Briey)
- Todas las estatuas de la nueva iglesia en Jarny
- Iglesia Gravelotte
- Estatua de la Virgen (Villers-sous-Prény) (1946)